# Izydor Pryko
Izydor Pryko (ur. 4 lutego 1886, zm. w 1939) – senator II kadencji (1928–1930) wybrany z listy BBWR z województwa poleskiego, rolnik w Dawidgródku na Polesiu, wójt gminy Chorsk.
Był wyznawcą prawosławia, urzędnikiem wojskowym w armii rosyjskiej. 
Na początku okupacji aresztowany przez NKWD i wywieziony w głąb ZSRR.